# Hugh Brownlow Hibbert
Hugh Brownlow Hibbert, britanski generalmajor, * 1893, † 1988.